# Хавля бинт Хаким
Умм Шарик Хавля бинт Хаким Ас-Суламия (араб. أم شريك خولة بنت حكيم السُلميّة صحابية‎; род. Мекка) — сподвижница исламского пророка Мухаммеда.

## Биография
Она была замужем за Усманом ибн Мазуном, и оба они были одними из первых, кто принял ислам. Она была той женщиной, которая спросила Пророка Мухаммеда, хотел бы он снова жениться на какой-либо женщине после смерти Хадиджи, поскольку он очень любил ее и ему нужно было отойти от траура.
Получив согласие Пророка, она передала Сауде бинт Заме (вдове Сакрана ибн Амра) и Абу Бакру просьбу о замужестве его дочери Аиши.

## Хадисы
Хавля бинт Хаким передала несколько хадисов от Пророка Мухаммеда, включая его высказывание: «Кто бы ни вошёл в дом, пусть скажет: «Я ищу убежища в совершенных словах Аллаха от зла того, что Он сотворил». Также был передан хадис, что он вышел, обнимая одного из сыновей своей дочери, и сказал: «Ты избегаешь, невежественен и скуп, а ведь ты один из приближённых Аллаха». Также среди них: Она спросила его о женщине, которая видит во сне то, что видит мужчина, и он сказал: «Ей не нужно мыться, пока он не извергнет семя», и она спросила его: Есть ли у тебя бассейн? Он сказал: Да, и больше всего я люблю ваш народ.

## Вдовство
Супруг Хавлы Усман ибн Мазун умер в 3-м году по хиджре. Некоторое время спустя она попросила пророка Мухаммеда жениться на ней. Однако он не ответил ей, так как не хотел принимать брачных предложений от женщин после Хадиджи. Хавла осталась вдовой до конца своей жизни.